# 休斯縣 (奧克拉荷馬州)
休斯縣（英語：Hughes County）是美国奧克拉荷馬州東南部的一個縣，面積2,110平方公里。根據2020年美國人口普查，共有人口13,367人。縣治霍登維爾（Holdenville）。該縣成立於1907年11月16日，縣名紀念奧克拉荷馬州制憲會議成員W·C·休斯。